# 埃斯特維爾鎮區 (北達科他州伯利縣)
埃斯特維爾鎮區（英語：Estherville Township）是位於美國北達科他州伯利縣的一個鎮區。

## 地方資料
埃斯特維爾鎮區的面積為91.93平方千米，皆為陸地。根據2010年美國人口普查的數據，當地共有人口31人，而人口密度為每平方千米0.34人。